# Pierre Colmez

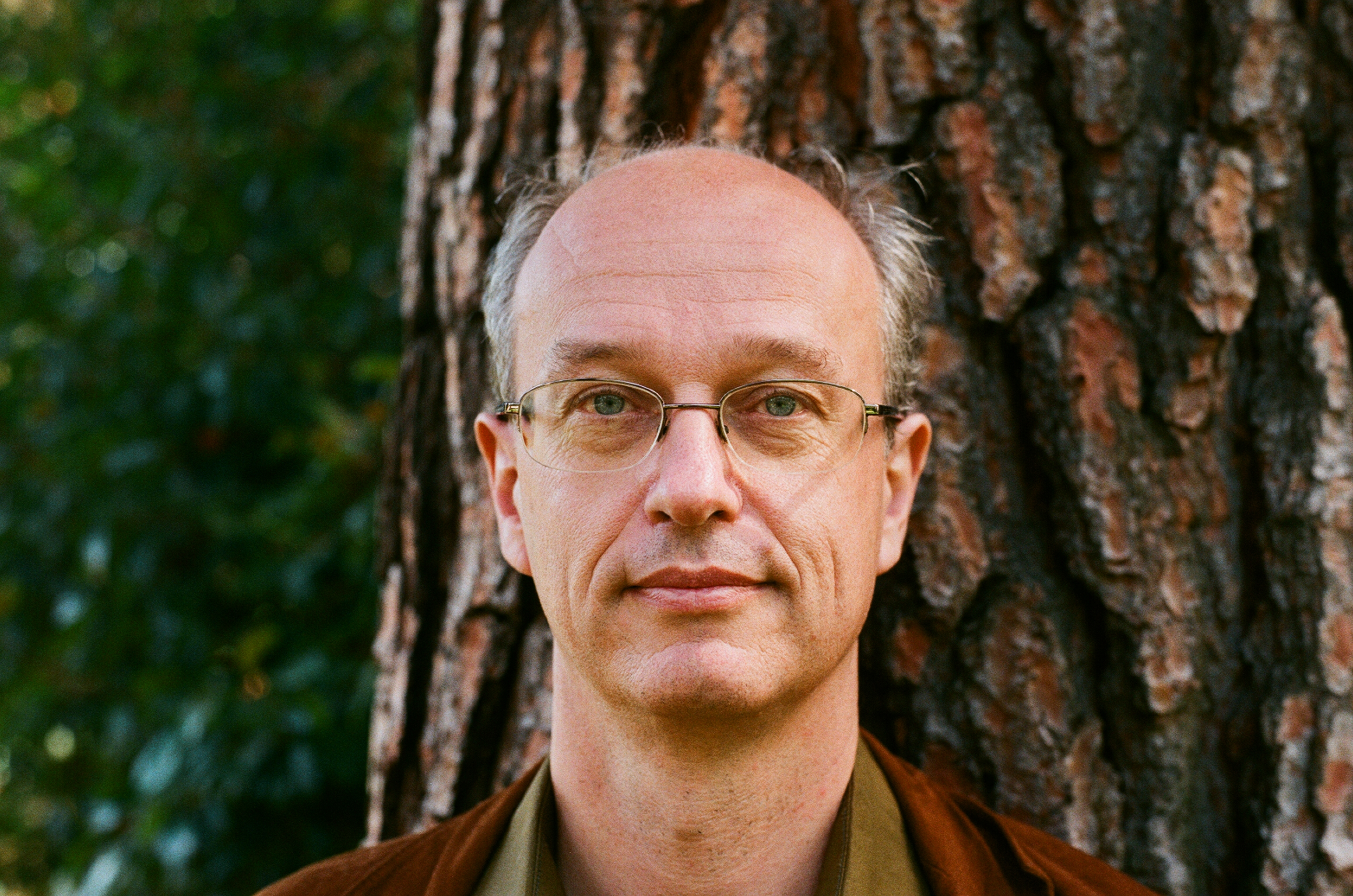
Pierre Colmez (2011)

Pierre Colmez (* 1962) ist ein französischer Mathematiker.
Nach den Vorbereitungsklassen am Pariser Lycée Louis-le-Grand studierte Colmez von 1981 bis 1985 an der École normale supérieure in Paris und wurde 1988 an der Universität Grenoble bei Jean-Marc Fontaine und John Coates promoviert. 
Von 1987 bis 1989 forschte er am Max-Planck-Institut für Mathematik in Bonn, anschließend wurde er Forschungsmitarbeiter (Chargé de recherche) des Centre national de la recherche scientifique (CNRS) an der École normale supérieure. 1998 stieg er zum Forschungsdirektor des CNRS auf und arbeitete anschließend bis 2006 am Institut de mathématiques de Jussieu (IMJ), das als gemeinsame Forschungseinheit an der Universität Pierre und Marie Curie (Paris VI) angesiedelt war. Neben seiner Forschungstätigkeit hatte er von 1993 bis 2005 einen Lehrauftrag an der École polytechnique, wo er von 2006 bis 2010 als hauptamtlicher Professor lehrte. Anschließend kehrte er als Forschungsdirektor in den Dienst des CNRS zurück und ist seither erneut am Institut de Mathématiques de Jussieu tätig. Die Universität Pierre und Marie Curie ging 2018 in der Sorbonne Université auf.
Colmez befasst sich mit Zahlentheorie, speziell p-adische L-Funktionen und Galois-Darstellungen. 2005 erhielt er dafür den Fermat-Preis. 1998 war er Invited Speaker auf dem Internationalen Mathematikerkongress in Berlin (Representations p-adiques d´un corps local).
Er ist mit Jean-Pierre Serre Herausgeber des Grothendieck-Serre Briefwechsels.
Er war zwischen 1982 und 2002 viermal (1995, 1997, 1999, 2001) französischer Go-Meister (5. Dan) und neunmal Vizemeister.
2020 wurde er zum Mitglied der Academia Europaea gewählt.
Zu seinen Doktoranden zählt Laurent Berger.

## Schriften
- Herausgeber mit Christophe Breuil, Laurent Berger: Représentations p-adiques de groupes p-adiques, 1-3, Asterisque, Band 319, 330, 331, Societe Mathematique de France 2008 (Band 1), 2010 (Band 2,3)
- Éléments d'analyse et d'algèbre (et de théorie des nombres), Les editions de l´Ecole Polytechnique 2009